# Germán Gaviria Vélez
Carlos Germán Gaviria Vélez (Pereira, 1931 - 2008) fue un economista y político colombiano, que se desempeñó como Gobernador de Risaralda entre 1982 y 1984.

## Biografía
Aunque nació en Risaralda, realizó su educación secundaria en Bogotá y estudió Economía en la Universidad de Los Andes, en la misma ciudad. Posteriormente, realizó estudios en Chile y realizó las Maestrías en Administración Pública y Economía en la Universidad de Harvard, Estados Unidos.
Inició trabajando en el Departamento Nacional de Planeación, del cual pasó a ser su director entre 1962 y 1963, bajo el gobierno de Guillermo León Valencia. Allí conoció a Belisario Betancur, entonces Ministro de Trabajo; cuando Betancur se convirtió en Presidente de Colombia tras las elecciones presidenciales de 1982, designó a Gaviria como Gobernador de Risaralda. En el ámbito político también se desempeñó como Concejal de Pereira.
Por otro lado, en el ámbito gremial, se desempeñó como presidente de la Corporación Financiera de Occidente, directivo del Ingenio de Risaralda y Gerente de la Asociación Nacional de Industriales.
Falleció en 2008.